# Tizac-de-Lapouyade
Tizac-de-Lapouyade település Franciaországban, Gironde megyében. Lakosainak száma 475 fő (2022. január 1.). Tizac-de-Lapouyade Lapouyade, Laruscade, Maransin, Marcenais, Périssac és Saint-Ciers-d’Abzac községekkel határos.

## Népesség
A település népessége az elmúlt években az alábbi módon változott:
| Lakosok száma | 317  | 339  | 393  | 470  | 506  | 491  | 474  | 472  | 471  | 475  |
|               | 1968 | 1982 | 1990 | 2006 | 2013 | 2015 | 2017 | 2019 | 2020 | 2022 |